# Loučka (rivière)
Pour les articles homonymes, voir Loučka.
La Loučka est une courte rivière de 5,5 km de long, issue de la confluence de la Bobrůvka et de la Libochůvka, en Tchéquie.
Elle est un affluent de la Svratka, et donc un sous-affluent du Danube.